# Proteuxoa atra
Proteuxoa atra är en fjärilsart som beskrevs av Achille Guenée 1852. Proteuxoa atra ingår i släktet Proteuxoa och familjen nattflyn. Inga underarter finns listade i Catalogue of Life.

## Bildgalleri

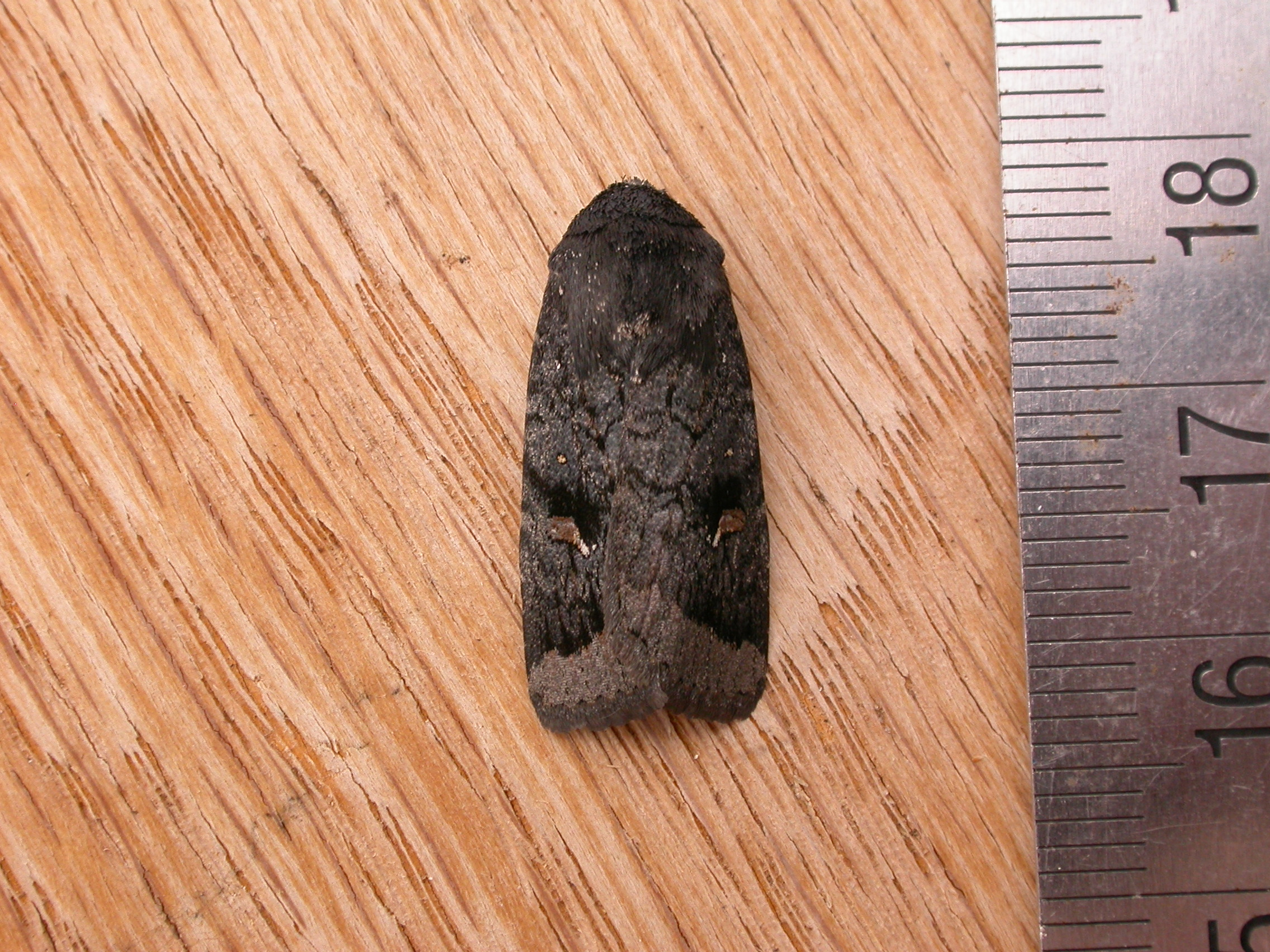